# El Huizache, Hidalgo
El Huizache är en ort i Mexiko.   Den ligger i kommunen San Agustín Tlaxiaca och delstaten Hidalgo, i den sydöstra delen av landet, 80 km norr om huvudstaden Mexico City. El Huizache ligger 2 342 meter över havet och antalet invånare är 354.
Terrängen runt El Huizache är huvudsakligen kuperad, men den allra närmaste omgivningen är platt. Runt El Huizache är det ganska tätbefolkat, med 60 invånare per kvadratkilometer. Närmaste större samhälle är Pachuca de Soto, 15,5 km öster om El Huizache. Trakten runt El Huizache består till största delen av jordbruksmark.